# ديف ميتشيل
ديف ميتشيل (بالإنجليزية: Dave Mitchell)‏ (13 يونيو 1962 بغلاسكو في المملكة المتحدة - ) هو مدرب كرة قدم ولاعب كرة قدم أسترالي في مركز الهجوم، شارك في الألعاب الأولمبية الصيفية 1988. وشارك مع منتخب أستراليا تحت 20 سنة لكرة القدم ومنتخب أستراليا لكرة القدم. أما مع النوادي، فقد لعب مع آلتاي إزمير وآينتراخت فرانكفورت وإن إي سي نيميخن وتشيلسي وسويندون تاون وفاينورد ونادي أديلايد سيتي لكرة القدم ونادي رينجرز ونادي سلاغور ونادي سيدني أوليمبيك ونادي سيدني يونايتد 58 ونادي ميلوول ونيوكاسل يونايتد ونادي سيكو ‏.

## وصلات خارجية
- ديف ميتشيل على موقع الاتحاد الدولي (مؤرشف)  (الإنجليزية)
- ديف ميتشيل على موقع اتحاد تركيا (لاعب) (الإنجليزية)
- ديف ميتشيل على موقع قاعدة بيانات كرة القدم.إي يو (الإنجليزية)
- ديف ميتشيل على موقع بيانات كرة القدم. دي إي (الألمانية)
- ديف ميتشيل على موقع ناشيونال فوتبول تيمز (الإنجليزية)
- ديف ميتشيل على موقع أوليمبيديا (الإنجليزية)